# Chisinau

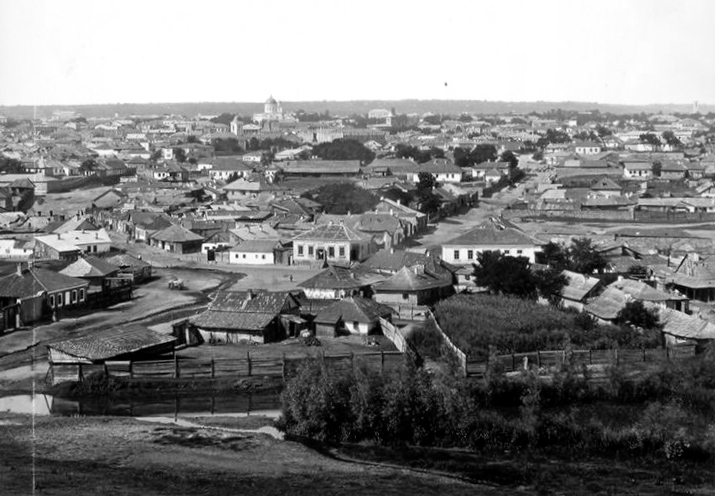
Chisinau in 1889

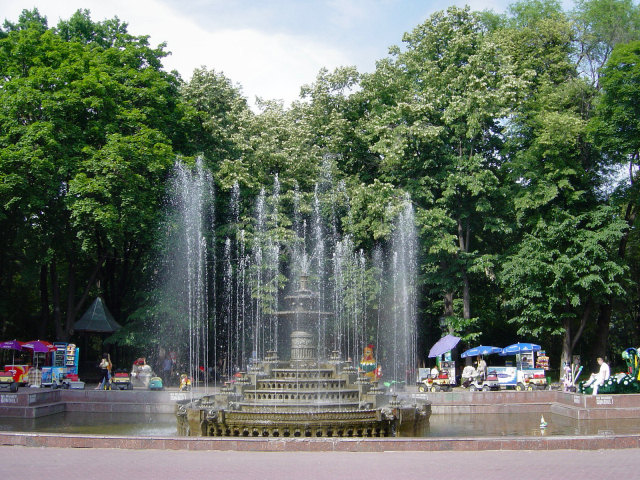
Fontein in het Gradina Publica

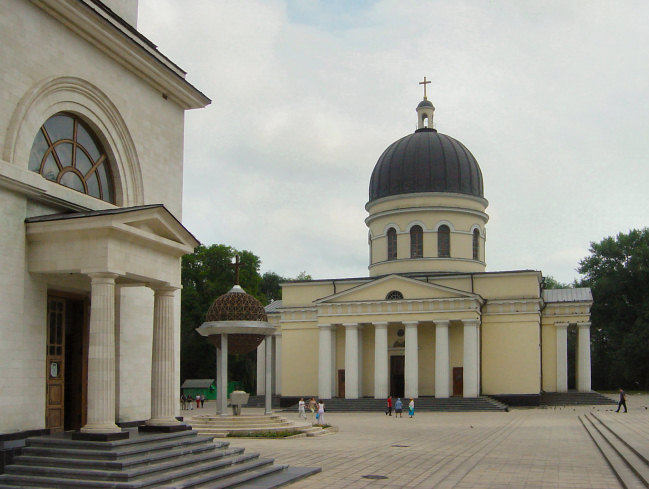
Orthodoxe kathedraal

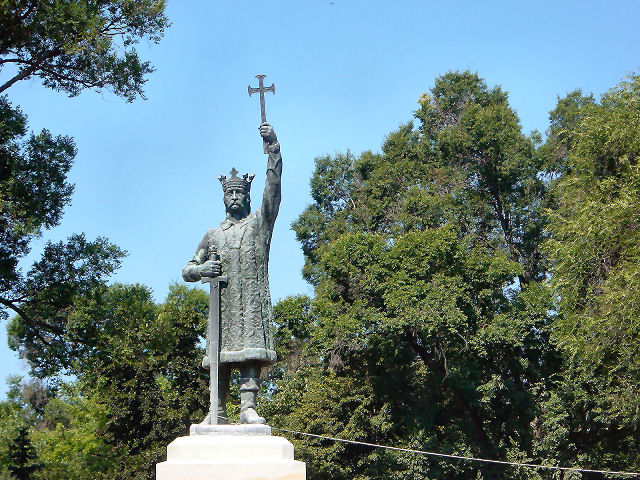
Standbeeld van Stefan de Grote

Chisinau of voluit Chișinău [kiʃi'nəʊ̯] (Moldavisch (Roemeens): Chișinău; Russisch: Кишинёв, Kisjinjov, ook getranslitereerd als Kisjinev) is de hoofdstad en veruit grootste stad van Moldavië. De stad telde in 2012 667.600 inwoners, maar de laatste volkstelling (2014) wees een bevolkingscijfer van slechts 532.513 personen uit. De stad telt vele onderwijsinstellingen en verschillende theaters en musea.
Bestuurlijk is Chisinau een gemeente - met stadstitel - en de hoofdplaats van de Moldavische bestuurlijke eenheid (unitate administrativ-teritorială) Chisinau.

## Geografie
De stad ligt aan de rivier Bîc. Nabij Chisinau bevindt zich een van de twee internationale luchthavens in Moldavië, Chișinău International Airport.

## Geschiedenis
Chisinau is gesticht in de 15e eeuw, toen het bij het Vorstendom Moldavië hoorde. In de 16e eeuw behoorde het tot het Ottomaanse Rijk, tot het in 1812 Russisch werd. Tussen 1918 en 1940 was de stad Roemeens. In 1940 werd het Roemeense Bessarabië geannexeerd door de Sovjet-Unie en het grootste deel ervan bij de al bestaande deelrepubliek Moldavië gevoegd. Chisinau werd er de hoofdstad van. Op 21 augustus 1991 verklaarde Moldavië zich onafhankelijk, waarbij Chisinau de hoofdstad bleef.
Op 6 en 7 april 1903 was Chisinau het toneel van een massale pogrom. Deze had als aanleiding een kort voor Pasen dood gevonden jongetje, wat het oude volksgeloof voedde dat de joden christenbloed gebruiken bij de bereiding van matses. De pogrom werd echter vrijwel zeker van hogerhand georganiseerd om te proberen de anti-tsaristische, revolutionaire stemming in het land "in goede banen te leiden". Minister van Binnenlandse Zaken Plehwe legde de pogrom dan ook uit als "een spontaan protest van het tsarengetrouwe volk tegen het hoge aandeel van de Joden in de revolutionaire beweging tegen tsaar en monarchie". De 49 dodelijke slachtoffers van deze pogrom werden begraven op de joodse begraafplaats. In oktober 1905 vond er een nieuwe pogrom plaats waarbij 19 doden vielen.
In de hoofdstad zijn twee nationale musea over de geschiedenis van Moldavië te vinden: het Nationaal Etnografisch en Natuurhistorisch Museum en het Nationaal Archeologisch en Historisch Museum.

## Demografie
In 2007 was de bevolking van de stad rond de 647.000, bestaande uit:
- 67,6% Moldaviërs
- 13,9% Russen
- 8,3% Oekraïners
- 4,5% Roemenen
- 1,2% Bulgaren
- 0,9% Gagaoezen
- 0,8% Armeniërs
- 3,5% overig

| 1812  | 1835   | 1861   | 1897    | 1913    | 1930    | 1950    | 1963    | 1980    | 1991    | 1993    | 1996    | 2002    | 2003    | 2004    | 2005    | 2012    |
| ----- | ------ | ------ | ------- | ------- | ------- | ------- | ------- | ------- | ------- | ------- | ------- | ------- | ------- | ------- | ------- | ------- |
| 7.000 | 34.000 | 93.400 | 108.500 | 116.500 | 114.800 | 134.000 | 253.500 | 519.200 | 676.700 | 663.400 | 662.500 | 662.200 | 662.400 | 662.200 | 592.600 | 667.600 |

## Klimaat
Chisinau heeft een vochtig landklimaat (Köppen-klimaatclassificatie Dfa), dat zich kenmerkt door hete droge zomers en windige koude winters. De wintertemperaturen liggen vaak beneden de 0 °C, maar dalen zelden onder de −10 °C. In de zomer ligt de gemiddelde temperatuur rond de 25 °C, maar kan midden in de zomer in het stadscentrum soms oplopen tot 35 à 40 °C. De gemiddelde neerslag en luchtvochtigheid is laag in de zomer, maar soms kunnen zich er dan wel zware stormen voordoen. In de lente en herfst variëren de temperaturen tussen de 16 en 24 °C en er is minder neerslag dan in de zomer, maar deze neerslag valt wel tijdens langere periodes.
| Maand                       | jan   | feb   | mrt   | apr  | mei  | jun  | jul  | aug  | sep  | okt   | nov   | dec   | Jaar  |
| --------------------------- | ----- | ----- | ----- | ---- | ---- | ---- | ---- | ---- | ---- | ----- | ----- | ----- | ----- |
| Hoogste maximum (°C)        | 15,5  | 20,7  | 25,1  | 31,6 | 35,9 | 37,5 | 39,4 | 39,2 | 37,3 | 32,6  | 23,6  | 18,3  | 39,4  |
| Gemiddeld maximum (°C)      | 0,9   | 2,6   | 8,1   | 15,4 | 22,0 | 25,2 | 27,5 | 27,2 | 21,5 | 15,1  | 7,5   | 2,3   | 14,6  |
| Gemiddelde temperatuur (°C) | −1,9  | −0,8  | 3,7   | 10,4 | 16,5 | 19,9 | 22,1 | 21,7 | 16,3 | 10,5  | 4,1   | −0,6  | 10,2  |
| Gemiddeld minimum (°C)      | −4,3  | −3,6  | 0,2   | 5,9  | 11,6 | 15,2 | 17,3 | 16,9 | 12,0 | 6,8   | 1,6   | −2,8  | 6,4   |
| Laagste minimum (°C)        | −28,4 | −28,9 | −21,1 | −6,6 | −1,1 | 3,6  | 7,8  | 5,5  | −2,4 | −10,8 | −21,6 | −22,4 | −28,9 |
|                             |       |       |       |      |      |      |      |      |      |       |       |       |       |
| Neerslag (mm)               | 36    | 31    | 34    | 39   | 46   | 65   | 62   | 56   | 62   | 36    | 37    | 39    | 543   |
| Bron: Pogoda.ru.net         |       |       |       |      |      |      |      |      |      |       |       |       |       |

## Sport
De meest succesvolle professionele voetbalclub van Chisinau is FC Zimbru Chisinau. Dit is de enige club uit Moldavië die enkele seizoenen actief was op het hoogste niveau van de Sovjet-Unie. Sinds de Moldavische onafhankelijkheid werd FC Zimbru Chisinau meermaals landskampioen en bekerwinnaar. De club speelt haar wedstrijden in het Zimbrustadion. Ook het Moldavisch voetbalelftal speelt daar alle interlands. Andere professionele voetbalclubs uit Chisinau zijn Dacia Chisinau en FC Academia UTM Chisinau.

## Geboren
- Vladimir Poerisjkevitsj (1870-1920), Russisch politicus
- Lewis Milestone (Lev Milstein) (1895-1980), Amerikaans filmregisseur
- Sarah Gorby (1900-1930), zangeres
- Nina Grach-Jascinsky (1909-1983), Luxemburgs beeldhouwer en kunstschilder
- Samuel Bronston (1908-1994), Amerikaans filmproducer
- Dina Vierny (1919-2009), Frans model en kunsthandelaar
- Lia Manoliu (1932-1998), Roemeens discuswerpster
- Avigdor Lieberman (1958), Israëlisch journalist, vakbondsbestuurder en politicus
- Viktor Bologan (1971), schaker
- Serghei Secu (1972), voetballer
- Ruslan Ivanov (1973), wielrenner
- Radu Rebeja (1973), voetballer
- Patricia Kopatchinskaja (1977), violiste
- Dan Bălan (1979), zanger
- Viorel Frunză (1979), voetballer
- Cristina Scarlat (1983), zangeres
- Arsenie Todiras (1983), zanger
- Alexandru Gațcan (1984), voetballer
- Alexandru Epureanu (1986), voetballer
- Natalia Gordienko (1987), zangeres
- Aleksandr Pljoesjin (1987), wielrenner
- Serghei Țvetcov (1988), wielrenner
- Aliona Moon (1989), zangeres
- Artur Ioniță (1990), voetballer
- Misha Miller (1995), zangeres

## Stedenbanden
- Ankara (Turkije)
- Boekarest (Roemenië)
- Jerevan (Armenië)
- Greensboro (Verenigde Staten)
- Grenoble (Frankrijk)
- Kiev (Oekraïne)
- Krakau (Polen)
- Mannheim (Duitsland)
- Odessa (Oekraïne)
- Patras (Griekenland)
- Reggio Emilia (Italië)
- Sacramento (Verenigde Staten)
- Tel Aviv (Israël)
- Amsterdam (Nederland)
- Tirana (Albanië)
- Tbilisi (Georgië)